# Del Mar Financial Partners Inc. Open
Il Del Mar Financial Partners Inc. Open è un torneo professionistico di tennis giocato su campi in cemento. Fa parte dell'ITF Women's Circuit. Si gioca annualmente a Rancho Santa Fe negli Stati Uniti.

## Albo d'oro

### Singolare
| Anno              | Campionessa               | Finalista        | Punteggio        |
| ----------------- | ------------------------- | ---------------- | ---------------- |
| 2024              | Iva Jovic                 | Ena Shibahara    | 6–3, 6–3         |
| ↑ ITF 75K event ↑ |                           |                  |                  |
| 2023              | Yulia Starodubtseva       | Lulu Sun         | 7–5, 6–3         |
| 2022              | Marcela Zacarías          | Katrina Scott    | 6–1, 6–2         |
| 2021              | Rebecca Peterson          | Elvina Kalieva   | 6–4, 6–0         |
| ↑ ITF 50K event ↑ |                           |                  |                  |
| 2020              | You Xiaodi                | Rebecca Šramková | 6–4, 7–6(5)      |
| 2019              | Nicole Gibbs              | Kristie Ahn      | 6–3, 6–3         |
| 2018              | Asia Muhammad             | Kurumi Nara      | 6–4, 2–6, 7–6(3) |
| 2017              | Bianca Andreescu          | Kayla Day        | 6–4, 6–1         |
| 2016              | Zhang Shuai               | Vania King       | 1–6, 7–5, 6–4    |
| 2015              | CiCi Bellis               | Maria Sanchez    | 6–2, 6–0         |
| 2014              | Tamira Paszek             | Shūko Aoyama     | 6–1, 6–1         |
| 2013              | Madison Brengle           | Nicole Gibbs     | 6–1, 6–4         |
| 2012              | Julia Boserup             | Lauren Davis     | 6–0, 6–3         |
| 2011              | Michelle Larcher de Brito | Madison Brengle  | 3–6, 6–4, 6–1    |
| ↑ ITF 25K event ↑ |                           |                  |                  |

### Doppio
| Anno              | Campionesse                             | Finaliste                         | Punteggio           |
| ----------------- | --------------------------------------- | --------------------------------- | ------------------- |
| 2024              | Maria Kononova Maria Kozyreva           | Haley Giavara Rasheeda McAdoo     | 6–2, 7–6(4)         |
| ↑ ITF 75K event ↑ |                                         |                                   |                     |
| 2023              | Makenna Jones Yulia Starodubtseva       | Tatiana Prozorova Madison Sieg    | 6–3, 4–6, [10–6]    |
| 2022              | Elvina Kalieva Katarzyna Kawa (2)       | Giuliana Olmos Marcela Zacarías   | 6–1, 3–6, [10–2]    |
| 2021              | Katarzyna Kawa Tereza Mihalíková        | Liang En-shuo Rebecca Marino      | 6–3, 4–6, [10–6]    |
| ↑ ITF 50K event ↑ |                                         |                                   |                     |
| 2020              | Kayla Day (2) Sophia Whittle            | Eudice Chong You Xiaodi           | 6–2, 5–7, [10–7]    |
| 2019              | Hayley Carter Ena Shibahara             | Francesca Di Lorenzo Caty McNally | 7–5, 6–2            |
| 2018              | Kaitlyn Christian Sabrina Santamaria    | Eva Hrdinová Taylor Townsend      | 6(6)–7, 6–1, [10–6] |
| 2017              | Kayla Day Caroline Dolehide             | Anhelina Kalinina Chiara Scholl   | 6–3, 1–6, [10–7]    |
| 2016              | Asia Muhammad (3) Taylor Townsend       | Jessica Pegula Carol Zhao         | 6–3, 6–4            |
| 2015              | Samantha Crawford (2) Asia Muhammad (2) | İpek Soylu Nina Stojanović        | 6–0, 6–3            |
| 2014              | Samantha Crawford Xu Yifan              | Danielle Lao Keri Wong            | 3–6, 6–2, [12–10]   |
| 2013              | Asia Muhammad Allie Will                | Anamika Bhargava Macall Harkins   | 6–1, 6–4            |
| 2012              | Maria Sanchez Yasmin Schnack            | Iryna Burjačok Elizaveta Ianchuk  | 7–6(4), 4–6, [10–8] |
| 2011              | Julie Ditty Mervana Jugić-Salkić        | Shūko Aoyama Remi Tezuka          | 6–0, 6–2            |
| ↑ ITF 25K event ↑ |                                         |                                   |                     |